# Antonio Bacci
Antonio Bacci (ur. 4 września 1885 w Giugnola, zm. 20 stycznia 1971 w Rzymie) – włoski kardynał, latynista.
Jako jeden z wiodących ekspertów od łaciny, Bacci był przeciwnikiem wprowadzenia języków narodowych do mszy po Soborze watykańskim II. Był współautorem Krótkiej analizy krytycznej Novus Ordo Missae, listu skierowanego do papieża Pawła VI w 1969 roku.

## Życiorys
Ukończył seminarium w rodzinnej archidiecezji Florencja. Święcenia kapłańskie otrzymał 9 sierpnia 1909. Był następnie wykładowcą i ojcem duchownym swego rodzimego seminarium. W latach 1922–1931 pracował w Sekretariacie Stanu Stolicy Apostolskiej. W tym czasie otrzymał tytuły prywatnego szambelana papieskiego i prałata. Od 1931 sprawował funkcję sekretarza Listów Książęcych. Był odpowiedzialny za przygotowywanie dokumentów papieskich w języku łacińskim. Jako specjalistę od tego języka powoływano go do wygłaszania mów żałobnych, pisanych i odczytywanych przez niego w doskonały sposób. Był też duchownym, który wygłosił rozważania w kaplicy Sykstyńskiej podczas konklawe 1958. Nowemu papieżowi Janowi XXIII tak spodobała się ta łacińska mowa Bacciego, że obdarzył go purpurą kardynalską na konsystorzu z marca 1960.
Po wprowadzeniu wymogu przyjęcia święceń biskupich przez kardynałów, Bacci otrzymał wraz z jedenastoma kolegami sakrę w dniu 19 kwietnia 1962. Otrzymał stolicę tytularną Colonia de Cappadocia. Głównym konsekratorem był Jan XXIII. Uczestnik konklawe 1963. Pochowany został w rodzinnej miejscowości.